# Quận Franklin, Tennessee
Quận Franklin là một quận thuộc tiểu bang Tennessee, Hoa Kỳ.
Quận này được đặt tên theo. Theo điều tra dân số của Cục điều tra dân số Hoa Kỳ năm 2000, quận có dân số 39.270 người, ước tính dân số năm 2005 là 41.003 người . Quận lỵ đóng ở Winchester6.

## Địa lý
Theo Cục điều tra dân số Hoa Kỳ, quận có diện tích km2, trong đó có km2 là diện tích mặt nước.

## Thông tin nhân khẩu

Tháp tuổi quận Franklin

### Quận giáp ranh
- Quận Coffee (bắc)
- Quận Grundy (đông bắc)
- Quận Marion (đông)
- Quận Jackson, Alabama (nam)
- Quận Madison, Alabama (tây nam)
- Quận Lincoln (tây)
- Quận Moore (tây bắc)